# Plethocardiidae
De Plethocardiidae zijn een familie van uitgestorven tweekleppigen uit de orde Megalodontida.